# Єльники (Єльниківський район)
Є́льники (рос. Ельники, ерз. Куз веле) — село, центр Єльниківського району Мордовії, Росія. Адміністративний центр Єльниківського сільського поселення.
Населення — 5905 осіб (2010; 5678 у 2002).
Національний склад (станом на 2002 рік):
- росіяни — 79 %